# As-Sajjida Zajnab
As-Sajjida Zajnab (arab. السيدة زينب) – miasto w Syrii, w muhafazie Damaszek, na południowych przedmieściach Damaszku. W 2004 roku liczyło 136 427 mieszkańców. Znajduje się w nim Meczet Sajjidy Zajnab, cel szyickich pielgrzymek.